# آنتونیو بوکتی (بازیکن فوتبال، زاده ۱۹۹۰)
آنتونیو بوکتی (انگلیسی: Antonio Bocchetti؛ زادهٔ ۲۸ ژانویهٔ ۱۹۹۰) بازیکن فوتبال اهل ایتالیا است.
از باشگاه‌هایی که در آن بازی کرده‌است می‌توان به باشگاه فوتبال پادوا، باشگاه فوتبال یووه استابیا، و باشگاه فوتبال لچه اشاره کرد.
وی همچنین در تیم ملی فوتبال زیر ۱۶ سال ایتالیا بازی کرده‌است.